# Чемпионат Литвы по международным шашкам среди женщин
Чемпионат Литвы по международным шашкам среди женщин — ежегодное соревнование по шашкам. До 1991 года проводились Чемпионаты  Литовской ССР. В 1986, 1987 и 1988 годах чемпионаты были открытыми (в графе призёры указаны литовские шашистки по убыванию результатов). Первый чемпионат состоялся в 1975 году, чемпионкой стала Любовь Травина.

## Призёры
| Год   | Место                                   | Золото                         | Серебро                        | Бронза                          |
| 1975  | Вильнюс 6 участниц                      | Любовь Травина                 | Ромуальда Виткаускайте         | Рима Маркевичюте                |
| 1976  | Вильнюс 6 участниц                      | Надежда Маркявичене            | Ромуальда Виткаускайте         | Любовь Травина                  |
| 1977  | Вильнюс 7 участниц                      | Живиле Сакалаускайте           | Любовь Травина                 | Рима Маркевичюте                |
| 1978  | Вильнюс                                 | Рима Маркевичюте               | Любовь Травина                 | Надежда Маркявичене             |
| 1979  | Вильнюс                                 | Любовь Травина                 | Надежда Маркявичене            | Рима Маркевичюте                |
| 1980  | Вильнюс                                 | Живиле Сакалаускайте           | Ромуальда Виткаускайте         | А. Врубляускайте                |
| 1981  | Вильнюс 10 участниц                     | Ромуальда Виткаускайте         | Э. Моркелюнайте                | Рима Маркевичюте-Данилевичене   |
| 1982  | Вильнюс 11 участниц                     | Рима Данилевичене              | Н. Станкевичуте                | Д. Маркаускайте                 |
| 1983  | Вильнюс                                 | Ромуальда Виткаускайте         | Живиле Сакалаускайте           | Е. Ткаченко                     |
| 1984  | Вильнюс 8 участниц                      | Владислава Андролойц           | В. Врубляускайте               | Эдита Воробьёва                 |
| 1985  | Вильнюс 10 участниц                     | Живиле Рингялене-Сакалаускайте | Инна Мендельсон                | Э. Моркелюнайте                 |
| 1986* | Вильнюс 14 участниц                     | Владислава Андролойц           | Инна Мендельсон                | Д. Дубосайте                    |
| 1987* | Вильнюс 14 участниц                     | Живиле Рингялене               | Владислава Андролойц           | Надежда Маркявичене             |
| 1988* | Вильнюс 14 участниц                     | Живиле Рингялене               | Владислава Андролойц           | Ромуальда Шидлаускене           |
| 1989  | Вильнюс 10 участниц                     | Живиле Рингялене               | Инна Мендельсон                | Владислава Андролойц            |
| 1990  | Вильнюс 10 участниц                     | Инна Мендельсон                | Л. Вабуолайте                  | Живиле Рингялене                |
| 1991  | Вильнюс 7 участниц                      | Рима Данилевичене              | Л. Вабуолайте                  | Инна Мендельсон                 |
| 1992  | Вильнюс 6 участниц                      | Владислава Андролойц           | Лайма Пакучиене                | Живиле Рингялене                |
| 1993  | Вильнюс 6 участниц                      | Живиле Рингялене               | Владислава Андролойц           | Рима Данилевичене               |
| 1994  | Вильнюс 9 участниц                      | Живиле Рингялене               | Ингрида Друктейните            | Эгле Янкаускайте                |
| 1995  | Вильнюс 7 участниц                      | Ромуальда Шидлаускене          | Эгле Янкаускайте               | Владислава Андролойц            |
| 1996  | Вильнюс 6 участниц                      | Владислава Андролойц           | Ромуальда Шидлаускене          | Живиле Рингялене                |
| 1997  | Вильнюс 8 участниц                      | Владислава Андролойц           | Лайма Пакучиене-Адлите         | Эгле Янкаускайте                |
| 1998  | Вильнюс 4 участницы                     | Лайма Пакучиене                | Владислава Андролойц-Валюкевич | Ромуальда Шидлаускене           |
| 1999  | Вильнюс 7 участниц                      | Лайма Пакучиене                | Живиле Рингялене               | Владислава Валюкевич            |
| 2000  | Вильнюс 3 участницы                     | Ромуальда Шидлаускене          | Ю. Боровская                   | Лайма Пакучиене                 |
| 2001  | Вильнюс 14 участниц                     | Рима Данилевичене              | Лайма Пакучиене                | Живиле Рингялене Э. Руткаускене |
| 2002  | Вильнюс 12 участниц                     | Владислава Валюкевич           | Живиле Рингялене               | Лайма Пакучиене                 |
| 2003  |                                         | Владислава Валюкевич           |                                |                                 |
| 2004  | Вильнюс 9 участниц в финале 4 участницы | Симона Кулакаускайте           | Ромуальда Шидлаускене          | Рута Навицкайте                 |
| 2005  | Вильнюс 15 участниц в финале 5 участниц | Симона Кулакаускайте           | Лайма Пакучиене-Адлите         | Эдита Бауэрите                  |
| 2006  | Вильнюс 10 участниц                     | Симона Кулакаускайте           | Живиле Рингялене               | Ромуальда Шидлаускене           |
| 2007  | Вильнюс 6 участниц                      | Лайма Адлите                   | Ромуальда Шидлаускене          | Рута Навицкайте                 |
| 2008  | Вильнюс 7 участниц                      | Живиле Рингялене               | Рима Данилевичене              | Лайма Адлите                    |
| 2009  | Вильнюс 6 участниц                      | Лайма Адлите                   | Сабина Ковалевская             | Ромуальда Шидлаускене           |
| 2010  | Вильнюс в финале 4 участницы            | Сабина Ковалевская             | Вероника Вилчинска             | Ромуальда Шидлаускене           |
| 2011  | Вильнюс                                 |                                |                                |                                 |
| 2012  | Вильнюс                                 | Вероника Вилчинска             | Ромуальда Шидлаускене          | Лайма Адлите                    |
| 2013  | Вильнюс                                 | Лайма Адлите                   | Рима Данилевичене              | Летиция Дубицкайте              |
| 2014  | Вильнюс                                 |                                |                                |                                 |
| 2015  | Вильнюс                                 | Вероника Вилчинска             | Дигна Йоникайте                | Ромуальда Шидлаускене           |
| 2016  | Вильнюс                                 | Ромуальда Шидлаускене          | Лайма Адлите                   | Вероника Вилчинска              |
| 2017  | Вильнюс                                 | Вероника Вилчинска             | Ромуальда Шидлаускене          | Рита Пакаускайте                |
| 2018  | Вильнюс                                 | Лайма Адлите                   | Ромуальда Шидлаускене          | Вероника Вилчинска              |
| 2019  | Вильнюс                                 | Рита Пакаускайте               | Ромуальда Шидлаускене          | Симона Трифоновайте             |
| 2020  | Вильнюс                                 | Лайма Адлите                   | Ромуальда Шидлаускене          | Вероника Вилчинска              |
| 2022  | Вильнюс                                 | Эмилия Батковская              | Рита Пакаускайте               | Ромуальда Шидлаускене           |
| 2023  | Вильнюс                                 | Лайма Адлите                   | Эмилия Батковская              | Симона Трифоновайте             |
| 2024  | Вильнюс                                 | Симона Трифоновайте            | Эмилия Батковская              | Рита Пакаускайте                |
| 2025  | Вильнюс                                 | Эмилия Батковская              | Симона Трифоновайте            | Ромуальда Шидлаускене           |